# Chaerephon bemmeleni
Chaerephon bemmeleni é uma espécie de morcego da família Molossidae. Pode ser encontrada na Libéria, Serra Leoa, Guiné, Costa do Marfim, Camarões, Gabão, República Democrática do Congo, Sudão, Uganda, Ruanda, Quênia e Tanzânia.